# Macedonia (diocesi)
La diocesi di Macedonia (Latino: Dioecesis Macedoniae, greco: Διοίκησις Μακεδονίας) era una diocesi del tardo Impero romano, facente parte della prefettura del pretorio dell'Illirico. La sua capitale era Tessalonica.
Comprendeva le province di Macedonia Prima, Macedonia Salutaris, Thessalia, Epirus vetus, Epirus nova, Achaea, e Creta.
Venne istituita dopo la scissione della diocesi di Mesia nella diocesi di Dacia e nella diocesi di Macedonia.
La diocesi di Macedonia, insieme alla diocesi di Dacia e alla diocesi di Pannonia (fino al 379), faceva parte della prefettura dell'Illirico.